# Westfield (Massachusetts)
Westfield es una ciudad ubicada en el condado de Hampden en el estado estadounidense de Massachusetts. En el Censo de 2010 tenía una población de 41.094 habitantes y una densidad poblacional de 334,85 personas por km².

## Geografía
Westfield se encuentra ubicada en las coordenadas 42°8′20″N 72°45′21″O / 42.13889, -72.75583. Según la Oficina del Censo de los Estados Unidos, Westfield tiene una superficie total de 122,72 km², de la cual 119,97 km² corresponden a tierra firme y (2,24%) 2,75 km² es agua.

## Demografía
Según el censo de 2010, había 41.094 personas residiendo en Westfield. La densidad de población era de 334,85 hab./km². De los 41.094 habitantes, Westfield estaba compuesto por el 92,77% blancos, el 1,61% eran afroamericanos, el 0,25% eran amerindios, el 1,3% eran asiáticos, el 0,02% eran isleños del Pacífico, el 2,21% eran de otras razas y el 1,83% pertenecían a dos o más razas. Del total de la población el 7,54% eran hispanos o latinos de cualquier raza.